# Использование психиатрии в политических целях в Китае
Использование психиатрии в политических целях в Китае — практика борьбы властей Китая с инакомыслящими, заключающаяся в злоупотреблении психиатрическим диагнозом, лечением и содержанием в изоляции.
По определению психиатра, бывшего диссидента и политзаключённого Семёна Глузмана, злоупотреблением психиатрией, в том числе и в политических целях, является, в частности, умышленная экскульпация (признание невменяемыми) граждан, по своему психическому состоянию не нуждающихся ни в психиатрических мерах стеснения, ни в психиатрическом лечении. По определению всемирной организации «Глобальная инициатива в психиатрии»), под использованием психиатрии в политических целях понимается злоупотребление психиатрическим диагнозом, лечением и содержанием в изоляции в целях ограничения фундаментальных прав человека для определённых лиц или групп в обществе.

### Политические злоупотребления психиатрией в 1950—90-е годы
С 1950-х годов на протяжении нескольких десятилетий психиатрия в Китае активно использовалась в политических целях. Многие из политических и религиозных инакомыслящих принудительно помещались в психиатрические стационары. Обширные документальные свидетельства показывают, что в Китае в период «культурной революции» (1966—1976) политические злоупотребления психиатрией получили гораздо большее распространение, чем в Китае начала XXI века или в Советском Союзе. В этот период при очень жёстком и репрессивном режиме, когда не допускались любые отклонения в суждениях и любые проявления оппозиционности, злоупотребления психиатрией в политических целях достигли своего апогея.
Число политических инакомыслящих, задержанных и помещённых в психиатрические больницы во время «культурной революции», намного превышало общее количество психически больных убийц, насильников, поджигателей и других лиц с психическими расстройствами, совершивших тяжёлые правонарушения и подвергавшихся судебно-психиатрическим экспертизам за это время. Кроме того, многие действительно психически больные люди, осуждённые за их странные высказывания, были помещены в тюрьмы или расстреляны как «контрреволюционеры», а многие, находясь в заключении, не получали нужной медицинской помощи.
В статьях китайских психиатров того времени использовались диагнозы «политическая мания» и «параноидная шизофрения» по отношению к политическим инакомыслящим. Утверждалось, что лица, занимающиеся «антигосударственной деятельностью», чаще всего страдают бредом преследования, бредом отношения или бредом величия в рамках параноидной шизофрении. Инакомыслие и антиправительственные высказывания рассматривались в рамках понятия «политический вред для общества». Китайские психиатры исходили из утверждения, будто основной причиной и сущностью психических заболеваний является буржуазное, собственническое мировоззрение, которое представляет собой продукт капиталистического строя и вступает в конфликт с условиями социалистического строя из-за невозможности удовлетворять эгоистические потребности, что, по мнению заявлявших об этом психиатров, приводило к дисфункции коры головного мозга. Одной из целей лечения в стационарах было «идеологическое перевоспитание».
Традиции судебно-психиатрической практики и использования психиатрии в политических целях в Китае сложились под влиянием советской психиатрии в середине — конце 1950-х годов. Хотя к началу «культурной революции» в Китае имелось некоторое количество квалифицированных психиатров, в основном находившихся под влиянием западноевропейской и американской психиатрии, эти психиатры оказались под подозрением из-за их якобы «буржуазной идеологии». Поэтому новое поколение китайских психиатров обучалось под влиянием советских психиатрических взглядов и доктрин. В течение нескольких лет были с учётом советского опыта организованы центры судебно-психиатрической экспертизы в городах Нанкин, Пекин, Шанхай, Чанша и Чэнду.
Существенно повлияли на китайскую психиатрию работы Георгия Морозова (который являлся последователем А. В. Снежневского, автора концепции вялотекущей шизофрении). На протяжении 1990-х годов влияние модели советской судебной психиатрии в Китае неуклонно снижалось, однако основная доктрина осталась нетронутой, и с середины 1999 года она была вновь взята на вооружение китайской полицией и китайскими судебными психиатрами.
По сообщениям жертв китайских политических злоупотреблений психиатрией, пациентов психиатрических больниц часто подвергали электросудорожной терапии (без сопутствующего применения седативных средств или миорелаксантов) и инсулинокоматозной терапии, причём в качестве мер наказания, а не лечения. Пациенты страдали от экстрапирамидных побочных эффектов нейролептиков, и в наказание за непослушание повышались дозировки применяемых препаратов; кроме того, пациентов в наказание привязывали ремнями к кровати на долгое время.
С 1987 года в Китае начали создаваться так называемые больницы Анькан — психиатрические стационары специального типа, предназначенные для содержания преступников, признанных невменяемыми. Арестованные политические инакомыслящие и другие категории неудобных для государства лиц часто рассматривались в качестве наиболее «серьёзной и опасной» категории из всех предположительно психически больных правонарушителей и были первыми кандидатами на помещение в эти учреждения.
Использование психиатрии в политических целях нашло отражение в китайских официальных источниках. Так, в «Китайской энциклопедии общественной безопасности» (которая описывала принципы работы китайской полиции и была издана в 1990 году) указывалась в числе прочих категорий «психически больных» лиц, подлежащих изоляции, категория «политических маньяков», которые «выкрикивают реакционные лозунги, составляют реакционные транспаранты и реакционные письма, делают антиправительственные выступления в общественных местах и выражают своё мнение по значимым внутренним и международным делам». Лица, «которые нарушают нормальную работу партийных и правительственных учреждений» (на практике в эту категорию входили просители и жалобщики, расцениваемые полицией как страдающие «манией сутяжничества»), также, согласно энциклопедии, подлежали изоляции. Кроме того, отмечалось, что «взятие психически больных людей под стражу особенно важно во время крупных общественных праздников» и при посещении страны иностранными гостями. По официальной статистике, нашедшей отражение в судебно-психиатрической литературе, значительный процент лиц, подвергавшихся судебно-психиатрической экспертизе, составляли именно лица, чья вина заключалась в том, что они выкрикивали лозунги, делали транспаранты, распространяли листовки и составляли «реакционные» письма, и «просители», обращавшиеся в правительственные учреждения с жалобами по поводу официальных должностных преступлений или коррупции. Согласно сообщениям в китайских источниках, процент политических дел в судебно-психиатрической практике составлял в среднем 27—28 % с 1950-х по 1976 год, от 10 до 15 % — в 1980-е, а с начала 1990-х годов произошло снижение до 1 или нескольких процентов.

## Политические злоупотребления психиатрией в начале XXI века
В начале XXI века в высокоавторитетных западных источниках отмечалось, что психиатрия в Китае снова применяется для подавления инакомыслия — например, против участников мирных демонстраций, правозащитников, «просителей», а также людей, жалующихся на несправедливые решения местных властей. Кроме того, отмечалось использование психиатрии в целях религиозных репрессий. Инакомыслящие (в частности, представители движения Фалуньгун, более многочисленные, чем члены Коммунистической партии) воспринимаются правительством как политическая угроза, что создаёт предпосылки для злоупотреблений благодаря тесным связям между китайской системой психиатрической помощи и полицией.
Жертвами злоупотреблений психиатрией в Китае часто становятся так называемые «просители», едущие в Пекин из провинции с целью подать жалобы на местных чиновников. Вместо того, чтобы быть услышанными, они подвергаются госпитализации и запугиванию психиатрическим «лечением». В своём интервью в 2009 году Сун Донгдонг, глава судебной психиатрии в престижном пекинском университете, заявил: «Не сомневаюсь, что по меньшей мере 99 процентов упорных, стойких „профессиональных жалобщиков“ являются психически больными». Однако позднее он извинился за это высказывание, которое, как он заявил, было «неуместным» замечанием.
Робин Мунро (выдающийся исследователь в области прав человека в Китае, задокументировавший более 50 лет политических репрессий) утверждал, что по крайней мере 3000 человек, не считая членов Фалуньгун, в конце ХХ — начале XXI столетия в Китае были отправлены в психиатрические больницы из-за высказывания ими своих политических взглядов. В 2002 году при поддержке Human Rights Watch вышла посвящённая китайской карательной психиатрии книга Робина Мунро «Опасные умы: Политическая психиатрия в Китае сегодня и её корни, идущие из эпохи Мао»..
«Как только полицейский или гражданский психиатр [в Китае] признает кого-нибудь душевнобольным, пациент теряет все юридические права, и его могут держать до бесконечности», — утверждает The Guardian.
Китайский адвокат-правозащитник Чжан Цзаньнин в 2010 году сообщил корреспонденту The Epoch Times, что случаи, когда власти используют психиатрию в качестве инструмента подавления инакомыслия, происходят в Китае всё чаще. Как отмечал Чжан Цзаньнин, за последние годы в психиатрические стационары было заключено очень много диссидентов и жалобщиков.
15 февраля 2010 года китайская правозащитная организация Civil Rights & Livelihood Watch сообщила, что у неё есть подробная информация о более 300 психически нормальных людей, проходящих принудительное психиатрическое лечение.
В 2009 году в США была опубликована книга «Записи пострадавших в китайских психиатрических клиниках», в которой рассказывается о 81 случае, когда психически здоровых людей китайские власти отправляли в психиатрические больницы. Китайские власти ничего не ответили на запросы авторов книги об этих людях.
В ежегодном докладе Госдепартамента США о правах человека в Китае упоминалось, что «среди заключённых в психиатрических больницах в КНР есть политические деятели, профсоюзные активисты, члены домашних христианских церквей, апеллянты, члены запрещённой в КНР демократической партии и духовного движения Фалуньгун».

### Репрессии против Фалуньгун
До 1999 года практика Фалуньгун высоко оценивалась как полезная для здоровья в основных китайских медицинских журналах; среди практикующих Фалуньгун были лица, занимающие высокое официальное положение. Влияние Фалуньгун распространилось и за рубежом. После демонстрации летом 1999 года, организованной сторонниками Фалуньгун перед зданием Коммунистической партии в Чжуннаньхае, стало очевидным, что Фалуньгун, являясь движением национального масштаба, может представлять собой угрозу монополии власти Компартии. В результате последовал официальный запрет этого движения властями, после чего многие его представители были арестованы, подвергнуты пыткам, забиты до смерти в полицейских участках, отправлены в трудовые лагеря на долгий срок (в качестве меры административного наказания, без суда и следствия) и приговорены к тюремному заключению.

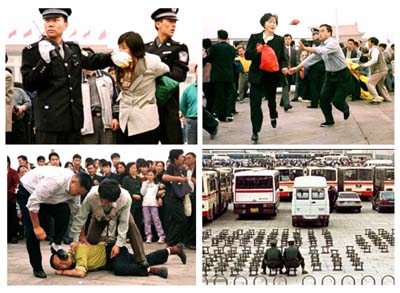
Практикующие Фалуньгун арестовываются китайской полицией

С середины 1999 года многие лица, практикующие Фалуньгун, направлялись в психиатрические больницы на принудительное лечение. Как правило, им выставлялись диагнозы «цигун-индуцированное психическое расстройство», «психическое расстройство, вызванное деструктивным культом» (кит. упр. 邪教所致精神障碍, пиньинь xiéjiào suǒ zhì jīngshén zhàng’ài), обсессивно-компульсивное расстройство, обсессивный психоз. Диагноз «психическое расстройство, вызванное деструктивным культом», также использовался в отношении членов любых других неортодоксальных духовных движений в Китае.
К 2001 году лидеры движения Фалуньгун утверждали, что около 600 его членов были недобровольно отправлены в психиатрические больницы. Это число невозможно проверить, однако журналисты и исследователи в области прав человека зафиксировали многочисленные случаи помещения представителей Фалуньгун в психиатрические учреждения, где к ним применялись высокие дозы препаратов, меры физического стеснения и изоляции, пытка электрическим током.
В 2010 году на заседании ООН по правам человека последователи Фалуньгун подали материалы о 1088 случаях заключения в больницы их психически здоровых единомышленников. По статистическим данным Рабочей группы Фалуньгун по защите прав человека, случаи «психиатрического лечения» распространились в 23 или даже 33 провинции; это происходит по прямому указанию центрального правительства Китая. По меньшей мере 100 психиатрических больниц участвовали в преследовании.
По данным, опубликованным в высокоавторитетном журнале Journal of the American Academy of Psychiatry and the Law, при применении психотропных средств к инакомыслящим в китайских психиатрических больницах имели место грубые злоупотребления. Так, в некоторых случаях психотропные препараты вводились принудительно через назогастральный зонд. Если практикующие Фалуньгун продолжали выполнять упражнения в больнице и не отказывались от своих убеждений, дозировки препаратов увеличивались в пять — шесть раз по сравнению с первоначальными, вплоть до того, что пациенты лишались возможности двигаться или общаться. К числу применявшихся в этих случаях психотропных средств относятся перфеназин, аминазин, модитен, галоперидол деканоат — нейролептики, использование которых нередко приводит к ряду тяжёлых неврологических и психических побочных действий, таких как головные боли, обмороки, потеря памяти, крайняя слабость, мышечная ригидность, дистонические реакции, тремор, судороги, потеря сознания.
В той же публикации отмечалось, что физические пытки в китайских психиатрических клиниках по отношению к практикующим Фалуньгун, как и в тюрьмах, представляют собой обычное явление, особенно когда приверженцы Фалуньгун отказываются принимать препараты или не прекращают выполнение упражнений: к ним применяются такие меры, как связывание верёвками в очень мучительном положении тела, избиения, в том числе электрическими дубинками, лишение еды и сна, использование электроиглоукалывания (разновидность акупунктуры) под высоким напряжением.